# Francesco Aprile
Francesco Aprile (* 1657 in Carona; † 1710 in Turin) war ein schweizerisch-italienischer Bildhauer  des Barock.

## Leben
Francesco Aprile wurde zusammen mit seinem Bruder Alessandro bei dem Bildhauer Carlo Alessandro Aprile ausgebildet. Im Jahr 1690 arbeitete er in der Heiligen Grabtuchkapelle im Turiner Dom mit Paolo Cortesi an dem reich verzierten Marmorboden. Im Jahr 1686 änderte er die Pläne zum Hochaltar der Kathedrale San Lorenzo von Lugano ab.
Im Jahr 1691 beteiligte er sich an der Ausschmückung der Kapelle des seligen Amadeo IX., Herzog von Savoyen, im Dom von Vercelli nach einem Entwurf von Michelangelo Garovi. Zusammen mit Secondo Casella und Francesco Piazzoli wurde er mit der Neugestaltung der Räume der zukünftigen Königin Anne Marie d’Orléans beauftragt, für die er Marmormöbel für die Ausstellung von Tellern anfertigt. 1694 schuf er die Balustrade für den Hochaltar der Kirche der Heiligen Dreifaltigkeit in Turin und 1709 unterzeichnete er einen Vertrag für den Bau des Hochaltars der Heilig-Geist-Kirche in Carignano; der Altar enthält ein von Gerolamo Pesci gemaltes Altarbild.
Seine beiden Söhne, Francesco Junior (* 1688) und Giuseppe (* 1694), wurden ebenfalls Bildhauer.